# Budgie (hudebník)
Budgie, rodným jménem Peter Edward Clarke (* 21. srpna 1957) je britský bubeník. Začínal ve skupinách The Spitfire Boys, Big in Japan a následně hrál v kapele The Slits. V roce 1979 se stal členem skupiny Siouxsie and the Banshees, ve které působil až do jejího rozpadu v roce 1996. Roku 1981 pak založil skupinu The Creatures, která se rozpadla v roce 2005. V roce 1991 se oženil se zpěvačkou obou těchto skupin Siouxsie Sioux; jejich manželství se rozpadlo v roce 2007. Od roku 2012 doprovázel při turné skupinu Efterklang. Během s vé kariéry spolupracoval i s dalšími hudebníky, mezi které patří například Hector Zazou nebo skupina Indigo Girls.